# Eremerium apachum
Eremerium apachum är en mångfotingart som beskrevs av Chamberlin 1941. Eremerium apachum ingår i släktet Eremerium och familjen storjordkrypare. Inga underarter finns listade i Catalogue of Life.